# Codex Nitriensis
Codex Nitriensis designado R ou 027 (Gregory-Aland), ε 22 (von Soden), é um manuscrito uncial grego dos quatro evangelhos, datado pela paleografia para o século 6.

## Descoberta
Contem 48 fólios dos Evangelho de Lucas (26.5 x 21.5 cm). Escrito em duas colunas por página, em 24 linhas por página.
Ele contém as tabelas de κεφαλαια, as seções amonianas, mas não os cânones eusebianos.
Ele é um palimpsesto.

## Conteúdos

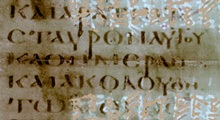
Fragmento de texto de Lucas 9,23

Evangelho de Lucas 1,1-13; 1,69-2,4; 2,16-27; 4,38-5,5; 5,25-6,8; 6,18-36; 6,39; 6,49-7,22; 7,44; 7,46; 7,47; 7,50; 8,1-3; 8,5-15; 8,25-9,1; 9,12-43; 10,3-16; 11,5-27; 12,4-15; 12,40-52; 13,26-14,1; 14,12-15,1; 15,13-16,16; 17,21-18,10; 18,22-20,20; 20,33-47; 21,12-22,6; 22,8-15; 22,42-56; 22,71-23,11; 23,38-51;

## Texto
O texto grego desse codex é um representante do Texto-tipo Bizantino. Aland colocou-o entre a Categoria V.

## História
Actualmente acha-se no Biblioteca Britânica (Additional Manuscripts 17211) em Londres.

## Literatura
- Samuel Prideaux Tregelles, An Introduction to the Critical study and Knowledge of the Holy Scriptures, London 1856, pp. 183–184.
- Constantin von Tischendorf, "Monumenta sarca inedita" II (Leipzig, 1857), pp. XIV-XXII, 1-92.